# 안드바라나우트
안드바라나우트(고대 노르드어: Andvaranaut)는 노르드 신화에 등장하는 황금을 만들 수 있는 마법의 반지이다. 원래 주인은 드베르그 안드바리다.
로키가 안드바리에게서 이 반지를 강탈해 가자 안드바리는 반지를 소유하는 자는 누구든 파멸할 것이라고 저주를 내린다. 로키는 반지를 드베르그의 왕 흐레이드마르의 아들 오트르를 죽였던 보상으로 흐레이드마르에게 이 반지를 포함한 황금들을 넘겨주는데, 그 결과 흐레이드마르는 아들 파프니르에게 살해당했다. 파프니르는 용으로 변신해 황금과 반지를 틀어쥐고 숨었다. 이후 레긴의 충동질을 받은 영웅 시구르드가 파프니르를 죽였고, 뒤이어 레긴도 시구르드에게 죽었다.
시구르드는 이 반지를 발키리 브륀힐드에게 사랑의 증표로 선물했는데, 니벨룽 일족의 그림힐드 여왕이 흉계를 꾸며 시구르드와 브륀힐드를 모두 자신의 자식들(구드룬과 군나르)과 결혼시킴으로써 반지의 저주는 니벨룽 일족으로 넘어온다. 이후 군나르가 시구르드를 죽이고, 브륀힐드는 시구르드를 따라 죽고, 구드룬이 훈족의 아틀리를 끌어들여 군나르를 비롯한 친족들을 모두 죽임으로써 니벨룽 일족은 멸망한다.